# Lesley Nneka Arimah
Lesley Nneka Arimah (* 13. Oktober 1983 in London) ist eine nigerianische Autorin und Gewinnerin des 2015 Commonwealth Short Story Prize für Afrika, des 2017 O. Henry Prize und des 2019 Caine Prize for African Writing.

## Leben
Arimah wuchs in Nigeria und Großbritannien auf und zog in ihrer Jugend in die Vereinigten Staaten. 2015 gewann ihre Geschichte Light den Commonwealth Short Story Prize für Afrika. 2016, 2017 und 2019 stand sie auf der Shortlist für den Caine Prize und gewann ihn 2019 mit ihrer Geschichte Skinned. and the 2019 Caine Prize for African Writing.
Ihre Geschichten erschienen in The New Yorker, Granta, Per Contra und anderen Veröffentlichungen.
Im September 2017 wurde sie von der National Book Foundation bei den „Five Under 35“ genannt.
2019 erschien die deutsche Übersetzung ihres Erzählbandes Was es bedeutet, wenn ein Mann aus dem Himmel fällt im Culturbooks Verlag.

## Bibliografie
- What It Means When A Man Falls From The Sky. Riverhead, New York 2017, ISBN 9780735211025, OCLC 998228832.
  - Was es bedeutet, wenn ein Mann aus dem Himmel fällt. Culturbooks, Hamburg 2019, ISBN 978-3-95988-105-0.